# Abadía de Hautecombe
La abadía de Hautecombe es una abadía cisterciense, situada en Saint-Pierre-de-Curtille, en el departamento de Saboya, Francia.

## Historia
La abadía es una de las abadías fundadas a partir de Claraval. Sus abadías hijas son Fossanova (1135-1810), Zaraka (1225-1280), lsova (1212-1263) y Pétra (1204-1261).
Esta abadía fue restaurada en el siglo XIX en estilo neogótico. Alberga las tumbas de los últimos reyes de Italia: Humberto II y María José.